# Tinodes belisus
Tinodes belisus är en nattsländeart som beskrevs av Donald G. Denning 1950. Tinodes belisus ingår i släktet Tinodes och familjen tunnelnattsländor. Inga underarter finns listade i Catalogue of Life.